# Haliclona laevis
Haliclona laevis är en svampdjursart som först beskrevs av Griessinger 1971.  Haliclona laevis ingår i släktet Haliclona och familjen Chalinidae. Inga underarter finns listade i Catalogue of Life.